# William M. Anderson
William M. Anderson (* 12. März 1948 in Belfast, Nordirland; † 4. Januar 2022 in Los Angeles, Vereinigte Staaten) war ein nordirischer Filmeditor.

## Leben
Nachdem William M. Anderson bereits im jungen Alter von 22 eigenverantwortlich Filme wie Cindy and Donna und The Young Graduates für den Regisseur und Drehbuchautoren Robert Anderson schnitt, zeigt er sich von 1978 bis 1985 für den Filmschnitt der Werke Bruce Beresfords verantwortlich. So schnitt er neben Die Geldhaie und Der Fall des Lieutnant Morant auch König David. Während dieser Zeit fing bereits die langjährige Zusammenarbeit mit dem australischen Regisseur Peter Weir. Für diesen schnitt er 1981 Gallipoli und konnte für den jeweiligen Filmschnitt von Die Truman Show und Der Club der toten Dichter Nominierungen für bedeutende Filmpreise erhalten. Für den letzteren erhielt er 1998 eine BAFTA-Award-Nominierung für den besten Schnitt.
Diese Nominierung teilte er mit dem australischen Filmeditor Lee Smith, der unter ihm sein Handwerk erlernte und ihm bereits in Filmen wie Ein Jahr in der Hölle und Der Club der toten Dichter beim Schnitt assistierte und sich die Verantwortung für den Schnitt von Green Card – Schein-Ehe mit Hindernissen und Fearless – Jenseits der Angst mit ihm teilte. Auch der Editor Armen Minasian  erlernte als Assistent unter Anderson in Filmen wie Die Generation von 1969 und Green Card – Schein-Ehe mit Hindernissen sein Handwerk. Mit ihm verband Anderson eine langjährige Zusammenarbeit als Co-Editoren, die von 1991 bis 1996 reichte und Filme wie 1492 – Die Eroberung des Paradieses, Die goldenen Jungs und Im Sumpf des Verbrechens umfasste.

## Filmografie (Auswahl)
- 1970: Cindy and Donna
- 1971: The Young Graduates
- 1978: Die Geldhaie (Money Movers)
- 1980: Der Fall des Lieutnant Morant (Breaker Morant)
- 1981: Gallipoli
- 1982: Ein Jahr in der Hölle (The Year of Living Dangerously)
- 1983: Comeback der Liebe (Tender Mercies)
- 1985: König David (King David)
- 1998: Die Generation von 1969 (1969)
- 1989: Der Club der toten Dichter (Dead Poets’ Society)
- 1989: Old Gringo
- 1990: Green Card – Schein-Ehe mit Hindernissen (Green Card)
- 1990: RoboCop 2
- 1991: Ein Pfeil in den Himmel (At Play in the Fields of the Lord)
- 1992: 1492 – Die Eroberung des Paradieses (1492: Conquest of Paradise)
- 1993: Fearless – Jenseits der Angst (Fearless)
- 1994: Die goldenen Jungs (City Slickers II: The Legend of Curly’s Gold)
- 1995: Im Sumpf des Verbrechens (Just Cause)
- 1996: Mission: Rohr frei! (Down Periscope)
- 1998: Die Truman Show (The Truman Show)
- 2000: Ein ganz gewöhnlicher Dieb – Ordinary Decent Criminal (Ordinary Decent Criminal)
- 2002: Igby (Igby Goes Down)
- 2004: If Only
- 2006: Kaliber 45 (.45)
- 2008: Lange Beine, kurze Lügen und ein Fünkchen Wahrheit … (Assassination of a High School President)
- 2008: While She Was Out

## Nominierungen
BAFTA Award
- 1990: Bester Schnitt – Der Club der toten Dichter (nominiert)

Online Film Critics Society Award
- 1998: Bester Schnitt – Die Truman Show (nominiert)